# Piet Bromberg

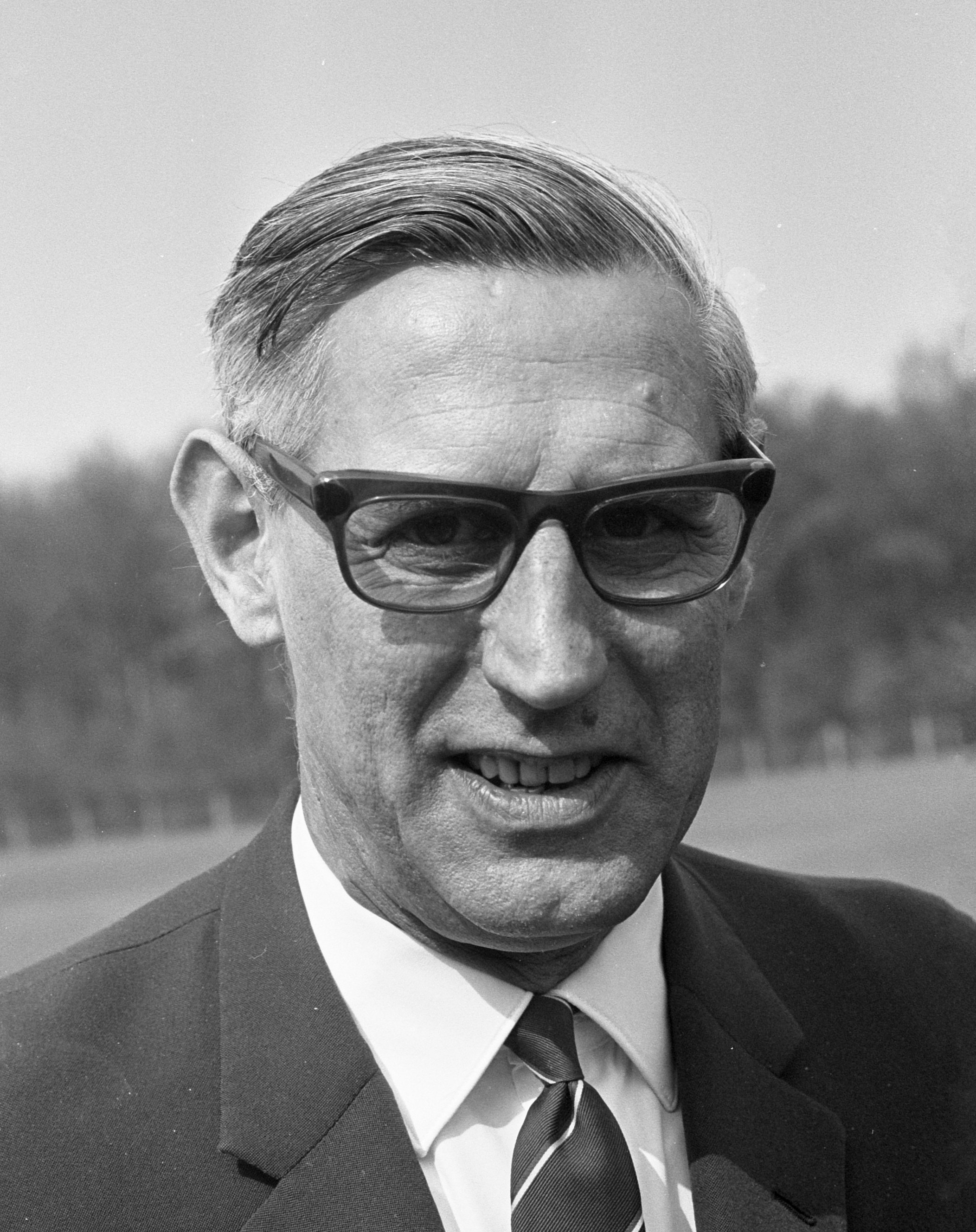
Piet Bromberg (1968)

Pieter „Piet“ Marie Johan Bromberg (* 4. März 1917 in Den Haag; † 27. Juli 2001 in Wassenaar) war ein niederländischer Hockeyspieler, der bei den Olympischen Spielen 1948 die Bronzemedaille gewann. In den 1960er Jahren war er niederländischer Nationaltrainer.

## Sportliche Karriere
Piet Bromberg spielte als Stürmer für den Haagsche Hockey en IJshockeyclub. Er bestritt 16 Länderspiele in der niederländischen Nationalmannschaft, in denen er 14 Tore erzielte.
Piet Bromberg debütierte 1948 in der Nationalmannschaft und erzielte in seinen ersten neun Länderspielen jeweils mindestens ein Tor. 1948 bei den Olympischen Spielen in London belegten die Niederländer in der Vorrunde den zweiten Platz hinter der pakistanischen Mannschaft, wobei Pakistan das Spiel gegen die Niederlande mit 6:1 gewonnen hatte. Im Halbfinale setzte sich die indische Mannschaft gegen die Niederländer durch, die britische Mannschaft besiegte Pakistan. Das erste Spiel um Bronze zwischen den Niederlanden und Pakistan endete 1:1, im Wiederholungsspiel gewannen die Niederländer mit 4:1 und erhielten die Bronzemedaille. Piet Bromberg war mit sieben Treffern erfolgreichster Torschütze der Niederländer vor Roepie Kruize. Das 1:1 gegen Pakistan im ersten Spiel um den dritten Platz war sein erstes Länderspiel ohne Torerfolg. 1952 kehrte Bromberg noch einmal für ein Länderspiel zurück ins Nationalteam, wurde aber nicht mehr für die Olympiaauswahl 1952 berücksichtigt.
Piet Bromberg war Trainer der niederländischen Nationalmannschaft, die 1964 in Tokio den siebten Platz belegte. Vier Jahre später erreichten die Niederländer unter Trainer Bromberg den fünften Platz bei den Olympischen Spielen in Mexiko-Stadt.